# شهرستان دلاویر (پنسیلوانیا)
شهرستان دلاویر، پنسیلوانیا (به انگلیسی: Delaware County, Pennsylvania) یک عوارض جغرافیایی در ایالات متحده آمریکا است که در پنسیلوانیا واقع شده‌است.

## خصوصیات
شهرستان دلاویر ۴۹۴٫۶۹ کیلومترمربع مساحت دارد.